# Міст надії
Міст надії (азерб. Ümid körpüsü, тур. Umut köprüsü) — арковий міст довжиною 286 метрів, шириною 12 метрів, що перетинає річку Аракс на азербайджансько-турецькому кордоні, історично відомий як «міст Боралтан». Він сполучає два прикордонні пункти пропуску: азербайджанський — «Садарак» і турецький — «Ділуку».

## Історія
29 жовтня 1991 року через річку Араз було відкрито тимчасовий міст між Азербайджаном та Туреччиною в районі Садарак.
Нинішній міст був побудований між 1991 і 1992 роками і був офіційно відкритий 28 травня 1992 року разом із митним пунктом пропуску «Ділуку». Загальна вартість будівництва мосту становила 5 мільйонів манат.
Міст «Садарак» — «Ділуку» має стратегічне значення на стику Сходу і Заходу, на Великому шовковому шляху.
Туреччина також заявила про свій намір побудувати залізничний міст в більш-менш тому ж місці в рамках свого плану з будівництва залізниці від Карса до Нахічеваня через Ігдир.